# Jewgeni Iwanowitsch Feofanow
Jewgeni Iwanowitsch Feofanow (russisch Евгений Иванович Феофанов; * 22. April 1937 in Moskau; † 29. März 2000 in Moskau) war ein sowjetischer Boxer. Feofanow war Bronzemedaillengewinner der Olympischen Spiele 1960 und Silbermedaillengewinner bei den Europameisterschaften 1961.

## Karriere
Feofanow war sowjetischer Meister 1960 im Mittelgewicht (-75 kg). 1958 wurde er Vizemeister hinter Gennadi Schatkow und 1959 hinter Waleri Popentschenko.
Einen seiner ersten Einsätze für die sowjetische Boxauswahl bestritt Feofanow 1956 bei einem Länderkampf gegen eine deutsche Auswahl gegen Dieter Wemhöner, welchen er gewann (2:1). 1957 gewann er das Boxturnier im Rahmen der Weltfestspiele der Jugend und Studenten in Moskau.
Bei den Olympischen Spielen 1960 erreichte Feofanow nach Siegen über Yoland Levèque, Frankreich (5:0), Carlos Lucas, Chile (KO 2.), und Luigi Napoleoni, Italien (KO 2.), das Halbfinale, welches er gegen Tadeusz Walasek, Polen (4:1), verlor und damit die olympische Bronzemedaille gewann.
1961 nahm Feofanow an den Europameisterschaften teil und errang die Silbermedaille. Im Finale musste er sich auch diesmal Walasek geschlagen geben (TKO 3.).